# OGN (kênh TV)
OGN (trước đây là Ongamenet) là một kênh truyền hình cáp Hàn Quốc chuyên phát các chương trình video game và các trận đấu thể thao điện tử đặc biệt StarCraft, StarCraft II, Liên Minh Huyền Thoại. OnGameNet đã đưa một giải đấu chuyên nghiệp như Ongamenet Starleague (OSL), Proleague, và Chung kết Liên Minh Huyền Thoại Hàn Quốc. Kênh trước đây là một kênh phụ của On-Media, công ty mẹ của các kênh truyền hình cáp. Sau một sự hợp nhất vào năm 2010, bây giờ được sở hữu bởi CJ E&M.

## Ảnh hưởng tới thể thao điện tử
Nguồn gốc bắt đầu là một chương trình truyền hình theo sự nổi tiếng của StarCraft ở Hàn Quốc, với sự thành công tăng trưởng bằng việc chiếu các trò chơi ở Hàn Quốc với Starleague năm 2000 trở thành kênh chuyên môn ở OnGameNet. Bắt đầu với một số giải nhỏ và rất ít người theo dõi, Starleague phát triển rất mạnh mẽ trong lịch sử 12 năm. Nó là một trò chơi giả tưởng trong các môn thể thao cạnh tranh ở Hàn Quốc, với nhiều người xem hơn các môn thể thao chuyên nghiệp khác. Các sự kiện Starleague thu hút trên 50000 người hâm mộ. Giải đấu cũng khiến một trong các người chơi chuyên nghiệp của Starcraft chú ý, Lim Yo-Hwan (Boxer). Với sự tăng trưởng của thể thao điện tử, các đội quốc tế bắt đầu đến Hàn Quốc để tham dự các sự kiện và có một cơ hội ở sân khấu trong khi cũng hợp đồng chuyên nghiệp với các đội quốc gia như SK Telecom T1 và KT Rolster. Hàn Quốc được biết đến cho sự phổ biến của ngành thể thao điện tử.

## Giải đấu

### Ongamenet Starleague
Ongamenet Starleague (OSL) được phát mỗi năm mỗi lần của giải đấu StarCraft bởi OnGameNet. Starleague bắt đầu công chiếu vào năm 1999, nhưng đến năm 2001 thì các giải đấu mới trở thành cài đặt chuyên nghiệp. Trở thành giải đấu StarCraft nhiều kinh nghiệm ở Hàn Quốc, Starleague được cân nhắc là giải đấu StarCraft có uy tín nhất. Trong suốt mùa OSL đầu tiên Guillaume "Grrrr..." Patry là người đầu tiên và không phải người Hàn Quốc chiến thắng giải Starleague cá nhân từ khi bắt đầu.
Có tổng cộng 34 giải OSL StarCraft: Brood War từ tháng 10 năm 1999 đến tháng 8 năm 2012. Trong tháng 6 năm 2012, StarLeague đã chuyển sang tiêu đề mới nhất của Blizzard StarCraft II.

### Proleague
Proleague là một giải đấu Brood War đầu tiên và trước từng sở hữu bởi OGN và MBCGame. Nó bây giờ chỉ sở hữu bởi OGN sau khi MBC ngưng sự đầu tư vào trò chơi. Proleague đưa người hâm mộ theo dõi đội và người chơi yêu thích của họ. Nó cũng đưa những người nghiệp dư đến tham dự vào màn truyền hình.
Có tổng cộng 31 sự kiện Proleague cho StarCraft: Brood War từ tháng 3 năm 2003 đến tháng 9 năm 2012. Vào tháng 12 năm 2012 Proleague chuyển sang StarCraft 2. Đây sẽ là lần đầu tiên từ khi bắt đầu Proleague rằng một đội không phải người Hàn Quốc sẽ tham dự sự kiện với người cộng tác với Evil Geniuses và Team Liquid.

### Liên Minh Huyền Thoại
The Champions là cấp độ cao nhất trong các giải đấu Liên Minh Huyền Thoại ở Hàn Quốc. Giải đấu chính thức bắt đầu vào tháng 3 năm 2012 và bây giờ là mùa 3, chỉ vừa mới kết thúc OLYMPUS Champions Winter 2012-2013. Tiếp tục với người đồng hành từ OLYMPUS đăng cai OLYMPUS Champions Spring 2013 và thậm chí chuyển sang Hot6ix đăng cai Hot6ix Champions Summer 2013.

## Đường dẫn bên ngoài
- Official Site Lưu trữ ngày 24 tháng 3 năm 2014 tại Wayback Machine (Korean)